# 棕榈酸甲酯
棕榈酸甲酯是一种有机化合物，化学式C17H34O2，它是棕榈酸与甲醇在催化下反应形成的脂肪酸甲酯，常温常压下为白色固体。